# Zoe Leader
Zoe Ann Leader (Hollywood, 1º luglio 1949 – Los Angeles, 3 marzo 2015) è stata una doppiatrice statunitense.

## Biografia
Zoe Ann Leader nasce nel 1949.
Ha lavorato come doppiatrice nei film Il re leone e nel suo sequel, Il re leone II - Il regno di Simba.
Viveva a Los Angeles con il marito Steve Leader.

## Doppiaggio
- Il re leone (1994)
- Il re leone II - Il regno di Simba (1998)